# Hygroamblystegium fluviatile
Hygroamblystegium fluviatile (deutsche Namen sind Fluss-Wasserstumpfdeckelmoos oder Fluss-Stumpfdeckel) ist eine Laubmoos-Art aus der Familie Amblystegiaceae. Sie ist auch unter dem Synonym Amblystegium fluviatile (Hedw.) Schimp. bekannt.

## Merkmale
Die zarten bis mäßig kräftigen Pflanzen bilden weiche, niedrige, dunkelgrüne bis bräunlichgrüne Rasen. Die kriechenden oder im Wasser flutenden Stämmchen sind wenig und unregelmäßig verzweigt. Paraphyllien sind nicht vorhanden. Die feucht aufrecht abstehenden Blätter sind aus eiförmigem bis lanzettlichem Grund in eine stumpfliche Spitze zusammengezogen. Die sehr kräftige und oben oft gekniete Blattrippe endet meist in der Blattspitze. Die Laminazellen sind in der Blattmitte rhombisch bis verlängert sechseckig, am Blattgrund quadratisch bis rechteckig.
Die Seta ist bis 2 Zentimeter lang, die Sporenkapsel bogig zylindrisch und unter der Mündung verengt, der Kapseldeckel stumpf kegelig. Die Sporen haben eine Größe von 10 bis 18 Mikrometer. Die Art fruchtet nur selten.

## Standortansprüche und Verbreitung
Als Wassermoos wächst Hygroamblystegium fluviatile überwiegend auf Gestein, seltener auf Holz, in kalkfreien, selten auch in mäßig kalkhaltigen, kühlen, rasch fließenden Bächen und Flüssen, entweder im Wasser untergetaucht, in der Spritzwasserzone oder außerhalb des Wassers an nur kurzzeitig trockenfallenden Stellen. Weiters besiedelt es Uferbefestigungen oder Beton an Flüssen oder Kanälen. Häufige Begleitmoose sind etwa Platyhypnidium riparioides, Fontinalis antipyretica, Brachythecium plumosum, Cinclidotus riparius.
Die Art ist in Deutschland und ebenso in Österreich und der Schweiz gebietsweise mäßig häufig bis sehr selten oder fehlend. Sie hat ihr Areal in den letzten Jahrzehnten durch Flussausbauten erweitert. Weltweit gibt es Vorkommen in Europa, Teilen Asiens, in Nordafrika, in Nord- und Südamerika.